# Мирей Матийо
Мирей Матийо (на френски: Mireille Mathieu) е френска певица.
Има продадени над 100 милиона плочи по целия свят, в нейния репертоар влизат над 1000 песни на различни езици.
Кариерата ѝ започва през 1965 г. и продължава до днес. Наградена е с ордена на Почетния легион (1998).
Пяла е дуети с Шарл Азнавур, Клод Франсоа, Джони Холидей, Пол Анка, Силви Вартан и Хулио Иглесиас.